# NGC 235
NGC 235 é uma galáxia espiral na direção da constelação de Cetus. O objeto foi descoberto pelo astrônomo Francis Leavenworth em 1885, usando um telescópio refrator com abertura de 26 polegadas. Devido a sua moderada magnitude aparente (+13,3), é visível apenas com telescópios amadores ou com equipamentos superiores.